# Šime Vrsaljko
Šime Vrsaljko (Fiume, 1992. január 10. –) világbajnoki ezüstérmes visszavonult horvát válogatott labdarúgó. Posztját tekintve hátvéd.

## Pályafutása

### Klubcsapatokban
Pályafutását a Dinamo Zagrebben kezdte 2009-ben, azonban még mielőtt bemutatkozhatott volna, a 2009–2010-es szezonban a Lokomotiva csapatánál szerepelt kölcsönben. Első bajnoki mérkőzését 17 évesen a HNK Rijeka ellen játszotta 2009. július 26-án. A Lokomotiva színeiben 17 alkalommal lépett pályára, majd 2009 decemberében visszatért a Dinamohoz. A Dinamo színeiben játszott első mérkőzésére 2010. február 27-én került sor. Az idény végén bajnoki címet szerzett.
A 2010–2011-es UEFA-bajnokok ligája selejtezői során az európai porondon is debütálhatott. A Sheriff Tiraspoltól büntetőkkel kaptak ki 6–5 arányban.

### Válogatottban
Utánpótlásszinten tagja volt a horvát U15-ös, U17-es, U18-as, U19-es és U21-es válogatottnak is. 
A felnőtt válogatottban 2011. február 7-én debütált egy Csehország elleni barátságos mérkőzésen.
Az Európa-bajnoki keretszűkítést követően a szövetségi kapitány Slaven Bilić nevezte őt a 2012-es Eb-re készülő 23 fős keretébe.

## Sikerei, díjai
Dinamo Zagreb
- Horvát bajnok (3): 2009–10, 2010–11, 2011–12
- Horvát-kupagyőztes (2): 2010–11, 2011–12

Atlético Madrid
- Európa-liga: 2017–18